# جيمس جوزيف أوبراين
جيمس جوزيف أوبراين (بالإنجليزية: James Joseph O'Brien)‏ هو كاهن كاثوليكي بريطاني، ولد في 5 أغسطس 1930 في هارينجي في المملكة المتحدة، وتوفي في 11 أبريل 2007.